# St. Johannes der Täufer (Hagnau am Bodensee)

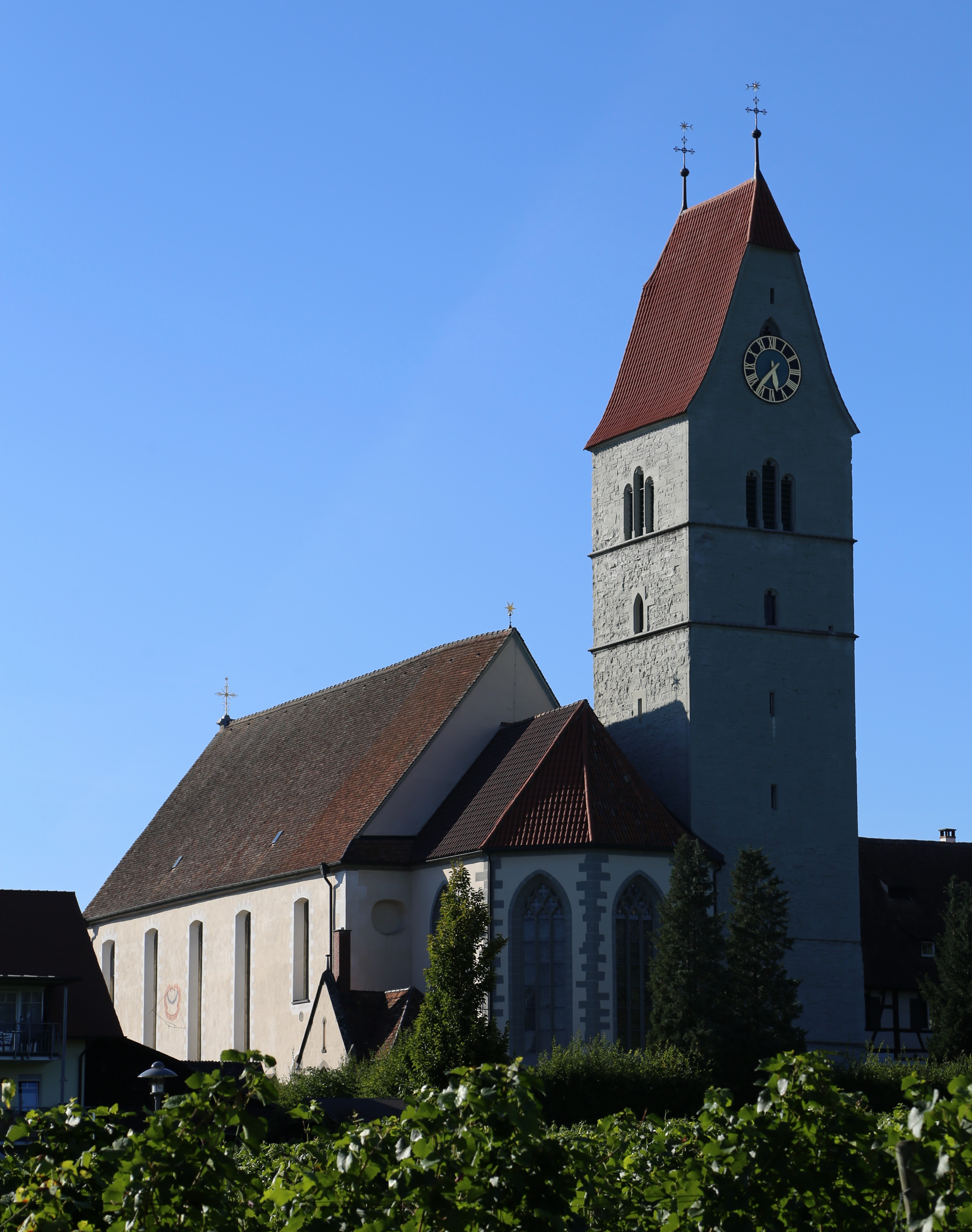
St. Johannes der Täufer in Hagnau am Bodensee

Die römisch-katholische Pfarrkirche St. Johannes der Täufer steht in Hagnau am Bodensee, einer Gemeinde im Bodenseekreis in Baden-Württemberg. Die Kirchengemeinde gehört zum Erzbistum Freiburg. Das Bauwerk ist beim Landesamt für Denkmalpflege Baden-Württemberg als Baudenkmal eingetragen. 

## Beschreibung
Die Saalkirche wurde auf den Grundmauern des frühromanischen Vorgängerbaus errichtet. Der eingezogene, dreiseitig geschlossene Chor im Osten des 1675 gebauten Langhauses stammt aus dem 15. Jahrhundert. Der mit einem Krüppelwalmdach bedeckte Chorflankenturm steht an der Nordwand des Chors. Sein oberstes Geschoss beherbergt den Glockenstuhl, in dem sieben Kirchenglocken aus der Zeit zwischen dem 14. Jahrhundert und 1984 hängen. Der Innenraum des Langhauses ist mit einer Flachdecke überspannt, der des Chors mit einem Netzrippengewölbe aus Rabitz. Zur Kirchenausstattung gehört ein Hochaltar, auf dessen Altarretabel die Christi Himmelfahrt dargestellt ist. In dem von der Sebastiansbruderschaft gestifteten südlichen Seitenaltar steht eine von Christoph Daniel Schenck gebaute Statue des heiligen Sebastian. Die Orgel wurde 1903 von der Mönch Orgelbau gebaut.